# مارك ويليامسون
مارك ويليامسون (بالإنجليزية: Mark Williamson)‏ هو لاعب كرة قاعدة أمريكي، ولد في 21 يوليو 1959 في كوربوس كريستي في الولايات المتحدة.

## وصلات خارجية
- مارك ويليامسون على موقعبيزبول رفرنس.كوم (الدوري الرئيسي) (الإنجليزية)